# Composant semi-conducteur
Pour les articles homonymes, voir Composant.
Ne doit pas être confondu avec Composant électronique.

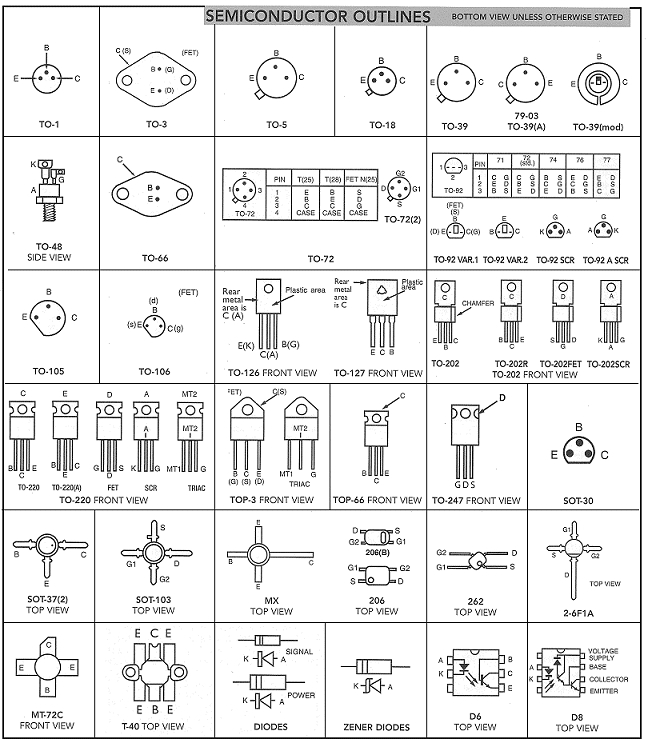
Aperçu de quelques dispositifs semi-conducteurs encapsulés

Un composant semi-conducteur est un composant électronique dont le fonctionnement repose sur les propriétés électroniques d'un matériau semi-conducteur (principalement le silicium, le germanium et l'arséniure de gallium, ainsi que des semi-conducteurs organiques). La conductivité d'un semi-conducteur se situe entre les conducteurs et les isolants. Les composants semi-conducteurs ont remplacé les tubes à vide dans la plupart des applications. Ils conduisent le courant électrique à l'état solide, plutôt que sous forme d'électrons libres dans le vide (généralement libérés par émission thermoionique) ou d'électrons libres et d'ions dans un gaz ionisé.
Les composants semi-conducteurs sont fabriqués à la fois sous forme de dispositifs discrets individuels et de puces de circuits intégrés, qui consistent en deux dispositifs ou plus, dont le nombre peut aller de centaines à des milliards, fabriqués et interconnectés sur une seule tranche de semi-conducteurs (également appelée substrat).
Les matériaux semi-conducteurs sont utiles car leur comportement peut être facilement manipulé par l'ajout délibéré d'impuretés, appelé dopage. La conductivité des semi-conducteurs peut être contrôlée par l'introduction d'un champ électrique ou magnétique, par l'exposition à la lumière ou à la chaleur, ou par la déformation mécanique d'une grille de silicium monocristallin dopé, les semi-conducteurs peuvent donc constituer d'excellents capteurs. La conduction du courant dans un semi-conducteur est due aux électrons et aux trous d'électrons mobiles ou "libres", collectivement appelés porteurs de charge. Le dopage d'un semi-conducteur avec une petite proportion d'une impureté atomique, comme le phosphore ou le bore, augmente considérablement le nombre d'électrons ou de trous libres dans le semi-conducteur. Lorsqu'un semi-conducteur dopé contient des trous en excès, il est appelé semi-conducteur de type p (p pour charge électrique positive), lorsqu'il contient des électrons libres en excès, il est appelé semi-conducteur de type n (n pour charge électrique négative). La majorité des porteurs de charge mobiles ont une charge négative. La fabrication des semi-conducteurs contrôle précisément l'emplacement et la concentration des dopants de type p et n. La connexion de semi-conducteurs de type n et de type p forme des jonctions p-n.
Le composant semi-conducteur le plus répandu dans le monde est le MOSFET (metal–oxide–semiconductor field-effect transistor). En 2013, des milliards de transistors MOS sont fabriqués chaque jour. Les composants semi-conducteurs fabriqués chaque année ont augmenté de 9,1 % en moyenne depuis 1978, et les livraisons en 2018 devraient pour la première fois dépasser 1 000 milliards d'euros. ce qui signifie que plus de 7 000 milliards ont été réalisés à ce jour (2018).

## Diode
Une diode à semi-conducteur est un dispositif généralement constitué d'une seule jonction p-n. À la jonction d'un semi-conducteur de type p et d'un semi-conducteur de type n, il se forme une région de déplétion où la conduction du courant est inhibée par l'absence de porteurs de charge mobiles. Lorsque le dispositif est polarisé vers l'avant (connecté avec le côté p à un potentiel électrique plus élevé que le côté n), cette région de déplétion est réduite, permettant une conduction significative, tandis que seul un très faible courant peut être atteint lorsque la diode est polarisée en sens inverse et donc la région de déplétion étendue.
L'exposition d'un semi-conducteur à la lumière peut générer des paires électron-trou, ce qui augmente le nombre de porteurs libres et donc la conductivité. Les diodes optimisées pour tirer parti de ce phénomène sont appelées photodiodes. Les diodes à semi-conducteurs composés peuvent également produire de la lumière, comme dans les diodes électroluminescentes (LED) et les diodes laser.

## Transistor

### Transistor bipolaire

Structure n–p–n du transistor bipolaire

Les transistor bipolaire sont formées de deux jonctions p-n, en configuration n-p-n ou p-n-p. Le milieu, ou base, la région située entre les jonctions est généralement très étroite. Les autres régions, et leurs bornes associées, sont appelées émetteur et collecteur. Un faible courant injecté dans la jonction entre la base et l'émetteur modifie les propriétés de la jonction base-collecteur de sorte qu'elle peut conduire le courant même si elle est polarisée en sens inverse. Cela crée un courant beaucoup plus important entre le collecteur et l'émetteur, contrôlé par le courant base-émetteur.

### Transistor à effet de champ
Un autre type de transistor, le transistor à effet de champ (FET), fonctionne selon le principe que la conductivité du semi-conducteur peut être augmentée ou diminuée par la présence d'un champ électrique. Un champ électrique peut augmenter le nombre d'électrons et de trous libres dans un semi-conducteur, modifiant ainsi sa conductivité. Le champ peut être appliqué par une jonction p-n polarisée en inverse, formant un transistor à effet de champ à jonction (JFET) ou par une électrode isolée du matériau de base par une couche d'oxyde, formant un transistor à effet de champ métal-oxyde-semiconducteur (MOSFET).

### MOSFET

Fonctionnement d'un MOSFET et sa courbe Id-Vg. Au début, lorsqu'aucune tension de grille n'est appliquée. Il n'y a pas d'électron d'inversion dans le canal, le dispositif est éteint. Lorsque la tension de grille augmente, la densité d'électrons d'inversion dans le canal augmente, le courant augmente, le dispositif s'allume.

Le transistor à effet de champ métal-oxyde-semiconducteur (MOSFET, ou transistor MOS), un dispositif à l'état solide, est de loin le dispositif à semi-conducteur le plus utilisé aujourd'hui. Il représente au moins 99,9 % de tous les transistors, et on estime que 13 sextillions de MOSFET ont été fabriqués entre 1960 et 2018.
L'électrode de grille est chargée pour produire un champ électrique qui contrôle la conductivité d'un "canal" entre deux bornes, appelées source et drain. Selon le type de porteur dans le canal, le dispositif peut être un MOSFET à canal n (pour les électrons) ou à canal p (pour les trous). Bien que le MOSFET soit nommé en partie pour sa grille "métallique", les dispositifs modernes utilisent généralement du Silicium polycristallin à la place.

## Matériaux des composants semiconducteurs
Le silicium (Si) est de loin le matériau le plus utilisé dans les dispositifs à semi-conducteurs. La combinaison d'un faible coût des matières premières, d'un traitement relativement simple et d'une plage de température utile en fait actuellement le meilleur compromis parmi les divers matériaux concurrents. Le silicium utilisé dans la fabrication des dispositifs à semi-conducteurs est actuellement fabriqué en boules dont le diamètre est suffisamment grand pour permettre la production de wafer de 300 mm.
Le germanium (Ge) était un des premiers matériaux semi-conducteurs largement utilisé, mais sa sensibilité thermique le rend moins utile que le silicium. Aujourd'hui, le germanium est souvent allié au silicium pour être utilisé dans des dispositifs SiGe à très haute vitesse, IBM est un important producteur de ces dispositifs.
L'arséniure de gallium (GaAs) est également largement utilisé dans les dispositifs à grande vitesse mais, jusqu'à présent, il a été difficile de former des boules de grand diamètre de ce matériau, ce qui limite le diamètre des wafer à des tailles nettement inférieures à celles des plaquettes de silicium et rend la production en masse de dispositifs en GaAs nettement plus coûteuse que celle du silicium.
D'autres matériaux moins courants sont également utilisés ou à l'étude.
Le carbure de silicium (SiC) a trouvé une certaine application en tant que matière première pour les diodes électroluminescentes (DEL) bleues et fait l'objet d'études en vue de son utilisation dans des dispositifs à semi-conducteurs qui pourraient supporter des températures de fonctionnement très élevées et des environnements avec la présence de niveaux importants de rayonnement ionisant. Des diode IMPATT ont également été fabriquées à partir de SiC.
Divers composés d'indium (arséniure d'indium, antimoniure d'indium et phosphure d'indium) sont également utilisés dans les LED et les diodes laser à semi-conducteurs. Le sulfure de sélénium est étudié pour la fabrication de cellules photovoltaïques CIGS.
L'utilisation la plus courante des semi-conducteurs organiques est celle des diodes électroluminescentes organiques.

## Liste des dispositifs semi-conducteurs courants

### Composants à deux bornes
- Diac
- Diode Gunn
- Diode IMPATT (en)
- Diode Laser
  - Diode laser à cavité verticale émettant par la surface
- Diode électroluminescente (LED)
- Photodétecteur
- Photodiode
- Diode PIN
- Diode Schottky
- Cellule photovoltaïque
- Diode Transil
- Diode à effet tunnel
- Diode Zener

### Composants à trois bornes
- Transistor bipolaire
  - Transistor bipolaire à grille isolée (IGBT)
- Transistor Darlington
- Transistor à effet de champ
  - Transistor à effet de champ à grille métal-oxyde (MOSFET)
- Redresseur commandé au silicium
- Thyristor
- TRIAC
- Transistor unijonction

### Composant à quatre bornes
- Capteur à effet Hall
- Photocoupleur

## Applications
Tous les types de transistors peuvent être utilisés comme éléments constitutifs des portes logiques, qui sont fondamentales dans la conception des circuits numériques. Dans les circuits numériques tels que les microprocesseurs, les transistors agissent comme des interrupteurs marche-arrêt, dans le MOSFET, par exemple, la tension appliquée à la grille détermine si l'interrupteur est activé ou désactivé.
Les transistors utilisés pour les circuits analogiques n'agissent pas comme des interrupteurs marche-arrêt, ils répondent à une gamme continue d'entrées par une gamme continue de sorties. Les circuits analogiques courants comprennent les amplificateurs et les oscillateurs.
Les circuits qui assurent l'interface ou la conversion entre les circuits numériques et les circuits analogiques sont appelés circuit intégré à signaux mixtes.
Les dispositifs semi-conducteurs de puissance sont des dispositifs discrets ou des circuits intégrés destinés à des applications à courant élevé ou à haute tension. Les circuits intégrés de puissance combinent la technologie des circuits intégrés et la technologie des semi-conducteurs de puissance, on les appelle parfois des dispositifs de puissance "intelligents". Plusieurs entreprises sont spécialisées dans la fabrication de semi-conducteurs de puissance.
Les numéros de pièces des dispositifs à semi-conducteurs sont souvent spécifiques au fabricant. Néanmoins, il y a eu des tentatives de création de normes pour les codes de type, et un sous-ensemble de dispositifs les suit. Pour les dispositifs discrets, par exemple, il existe trois normes : JEDEC JESD370B aux États-Unis, Pro Electron en Europe  et Japanese Industrial Standards (JIS).

## Histoire

### Détecteur Cat's-whisker
Les semi-conducteurs étaient utilisés dans le domaine de l'électronique depuis un certain temps avant l'invention du transistor. Au début du 20e siècle, ils étaient assez répandus comme détecteurs dans les radios, utilisés dans un dispositif appelé "cat's whisker" (moustache de chat) développé par Jagadish Chandra Bose et d'autres. Ces détecteurs étaient cependant quelque peu gênants : l'opérateur devait déplacer un petit filament de tungstène (le whisker) à la surface d'un cristal de galène (sulfure de plomb) ou de carborundum (carbure de silicium) jusqu'à ce qu'il se mette soudainement à fonctionner. Puis, sur une période de quelques heures ou de quelques jours, le cat's whisker cessait lentement de fonctionner et le processus devait être répété. À l'époque, leur fonctionnement était totalement mystérieux. Après l'introduction des radios à tubes à vide, plus fiables et amplifiées, les systèmes à cat's whisker ont rapidement disparu. Le "cat's whisker" est un exemple primitif d'un type spécial de diode encore populaire aujourd'hui, appelée diode Schottky.

### Redresseur métallique
Un autre type précoce de dispositif semi-conducteur est le redresseur métallique dans lequel le semi-conducteur est de l'oxyde de cuivre ou du sélénium. Westinghouse Electric (1886) était l'un des principaux fabricants de ces redresseurs.

### Seconde guerre mondiale
Pendant la Seconde Guerre mondiale, la recherche sur les radars a rapidement poussé les récepteurs radar à fonctionner à des fréquences de plus en plus élevées et les récepteurs radio traditionnels à tubes ne fonctionnaient plus bien. L'introduction du magnétron de Grande-Bretagne aux États-Unis en 1940, lors de la mission Tizard, a entraîné un besoin urgent d'un amplificateur haute fréquence pratique.

### Transistor

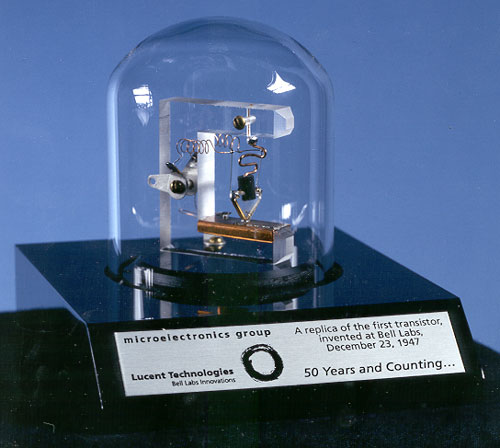
réplique du premier transistor

Les travaux du Bell Lab sur le transistor sont nés des efforts déployés pendant la guerre pour produire des diodes mélangeuses à "cristal" de germanium extrêmement pur, utilisées dans les unités radar comme élément mélangeur de fréquence dans les récepteurs radar à micro-ondes. Les chercheurs britanniques avaient produit des modèles utilisant un filament de tungstène sur un disque de germanium, mais ils étaient difficiles à fabriquer et pas particulièrement robustes.
Brattain et H. R. Moore firent une démonstration à plusieurs de leurs collègues et directeurs aux Bell Labs dans l'après-midi du 23 décembre 1947, souvent donné comme la date de naissance du transistor. Le "transistor PNP à contact ponctuel au germanium" fonctionnait comme un amplificateur vocal avec un gain de puissance de 18 lors de cet essai. En 1956, John Bardeen, Walter Houser Brattain et William Bradford Shockley ont reçu le prix Nobel de physique "pour leurs recherches sur les semi-conducteurs et leur découverte de l'effet transistor".

### MOSFET
Dans les années 1950, Mohamed Atalla a étudié les propriétés de surface des semi-conducteurs en silicium aux Bell Labs, où il a proposé une nouvelle méthode de fabrication de dispositifs à semi-conducteurs, en recouvrant une tranche de silicium d'une couche isolante d'oxyde de silicium afin que l'électricité puisse pénétrer de manière fiable dans le silicium conducteur situé en dessous, en surmontant les états de surface qui empêchaient l'électricité d'atteindre la couche semi-conductrice. C'est ce qu'on appelle la passivation de surface, une méthode qui est devenue essentielle pour l'industrie des semi-conducteurs car elle a permis la production en masse de circuits intégrés en silicium. En s'appuyant sur sa méthode de passivation de surface, il a mis au point le procédé de semi-conducteur à grille métal-oxyde (MOS), qui, selon lui, pouvait être utilisé pour fabriquer le premier transistor à effet de champ (FET) en silicium,. Cela a conduit à l'invention du MOSFET (transistor à effet de champ MOS) par Mohamed Atalla et Dawon Kahng en 1959,. Grâce à son adaptabilité, à sa consommation d'énergie beaucoup plus faible et à sa densité plus élevée que les transistors à jonction bipolaire, le MOSFET est devenu le type de transistor le plus courant dans les ordinateurs, l'électronique et technologies de l'information et de la communication tels que les smartphones. Le US Patent and Trademark Office qualifie le MOSFET comme une "invention révolutionnaire qui a transformé la vie et la culture dans le monde entier".
Le CMOS a été inventé par Chih-Tang Sah et Frank Wanlass (en) chez Fairchild Semiconductor en 1963 Le premier rapport sur un MOSFET à grille flottante a été réalisé par Dawon Kahng et Simon Sze en 1967. Le FinFET (fin field-effect transistor), un type de MOSFET 3D à grilles multiples, a été mis au point par Digh Hisamoto et son équipe de chercheurs à Hitachi Central Research Laboratory en 1989,.